# ستیغ هک‌سا

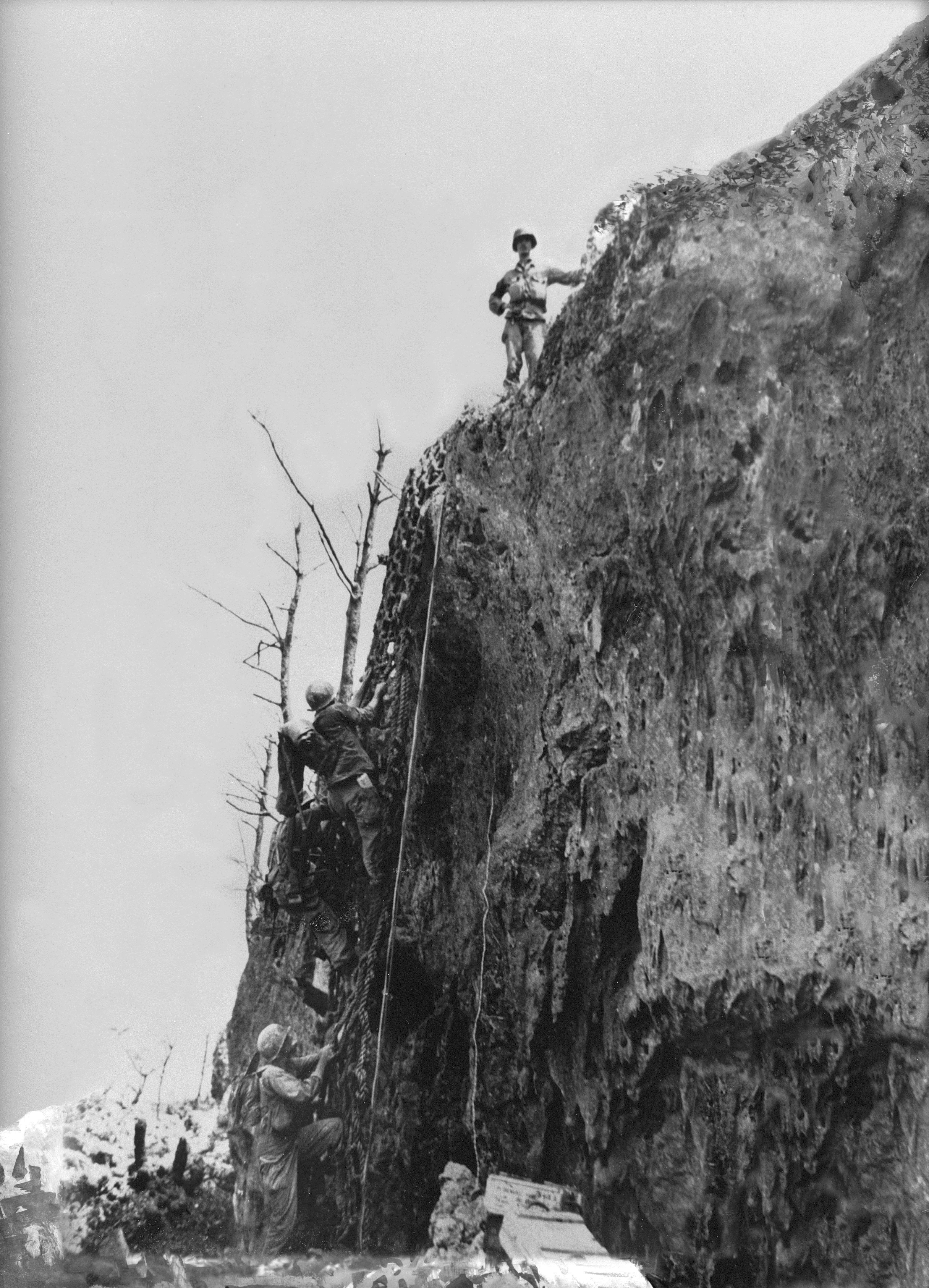
تصویری از دزموند داس بر فراز تپه هک‌سا-۴ مه سال ۱۹۴۵

ستیغ هکسا (انگلیسی: Hacksaw Ridge) فیلمی در ژانر درام و ضد جنگ و زندگینامه‌ای و محصول مشترک آمریکا و استرالیا است که در سال ۲۰۱۶ اکران شد. کارگردانی این فیلم مل گیبسون برعهده داشت و اندرو نایت، رابرت شنکان و رندل والاس نیز نویسندگان فیلم‌نامه می‌باشند. فیلم‌نامه این فیلم بر اساس زندگینامه دزموند داس نوشته شده‌است. بازیگرانی چون اندرو گارفیلد، وینس وان، سم ورثینگتون، لوک بریسی، هوگو ویوینگ، رایان کر، ترزا پالمر، ریچارد پایروس و ریچل گریفیتس در فیلم حضور دارند. تصویربرداری فیلم در ۵ سپتامبر ۲۰۱۵ در نیو ساوت ولز انجام شد.
ستیغ هکسا در تاریخ ۴ نوامبر ۲۰۱۶ در ایالات متحده اکران شد. مل گیبسون بعد از یک دهه پر و فراز و نشیب و حاشیه‌هایی که برای زندگی شخصی‌اش ایجاد شد، با این فیلم به پردهٔ نقره‌ای بازگشته است. ستیغ هکسا اولین بار در جشنواره ونیز اکران و در پایان با ده دقیقه تشویق ایستاده مردم مواجه شد. منتقدان هم از فیلم استقبال کرده و آن را در زمره کارهای خوب گیبسون قرار داده‌اند. فیلم در سایت راتن تومیتوز بر پایه ۲۳۵ نقد امتیاز ۸۷/۱۰۰ را دریافت کرده‌است و در سایت متاکریتیک نیز بر اساس ۴۷ رأی نمره ۷۱/۱۰۰ را گرفته‌است. همچنین بنیاد فیلم آمریکا ستیغ اره ای را به عنوان بهترین فیلم سال ۲۰۱۶ میلادی معرفی کرد. ستیغ هکسا در هشتاد و نهمین دوره جوایز اسکار کاندید شش اسکار از جمله بهترین فیلم و بهترین بازیگر نقش اول مرد شده بود که تنها توانست دو جایزه بهترین صداگذاری و بهترین تدوین را به‌دست آورد.

## داستان
فیلم بر اساس داستان واقعی یک مخالف جنگ در ارتش آمریکا به نام دزموند داس است که حاضر نمی‌شود سلاحی حمل کند؛ اما طی نبرد اوکیناوا در جنگ جهانی دوم با وجود شلیک‌های بی‌وقفهٔ دشمن، یک تنه جان بیش از ۷۵ نفر از هم‌رزمانش را نجات می‌دهد و در نتیجه موفق به دریافت مدال افتخار از دستان رئیس‌جمهور هری ترومن می‌شود.

## بازیگران
| بازیگر         | نقش          | توضیح               |
| -------------- | ------------ | ------------------- |
| اندرو گارفیلد  | دزموند داس   | جوانی دزموند داس    |
| ریس بلامی      | دزموند داس   | کودکی دزموند داس    |
| وینس وان       | گروهبان هاول |                     |
| سم ورثینگتون   | سروان گلاور  |                     |
| لوک بریسی      | اسمیتی       |                     |
| هوگو ویوینگ    | تام داس      | پدر دزموند داس      |
| رایان کر       | ستوان منویل  |                     |
| ترزا پالمر     | دوروتی شات   | معشوقه‌ی دزموند      |
| ریچل گریفیتس   | برثا داس     | مادر دزموند         |
| ریچارد راکسبرا | سرهنگ استلزر |                     |
| لوک پگلر       | میلت زین     | ملقب به 《هالیوود》 |
| ریچارد پایروس  | رندال فولر   | ملقب به 《تیچ》     |
| بن مینگی       | گریس نولان   |                     |
| فراس دیرانی    | ویتو رینلی   |                     |
| اوری فیفر      |              |                     |

## جوایز و نامزدی‌ها

### هفتاد و چهارمین مراسم گلدن گلوب
- نامزد بهترین بازیگر نقش اول مرد فیلم درام برای اندرو گارفیلد
- نامزد بهترین کارگردانی برای مل گیبسون
- نامزد بهترین فیلم درام

### هشتاد و نهمین دوره جوایز اسکار
- برنده اسکار بهترین تدوین در هشتاد و نهمین دوره جوایز اسکار برای جان گیلبرت
- برنده اسکار بهترین صداگذاری در هشتاد و نهمین دوره جوایز اسکار برای کوین اوکانر و اندی رایت
- نامزد اسکار بهترین تدوین صدا در هشتاد و نهمین دوره جوایز اسکار برای رابرت مکنزی و اندی رایت
- نامزد اسکار بهترین بازیگر نقش اول مرد در هشتاد و نهمین دوره جوایز اسکار برای اندرو گارفیلد
- نامزد اسکار بهترین کارگردانی در هشتاد و نهمین دوره جوایز اسکار برای مل گیبسون
- نامزد اسکار بهترین فیلم در در هشتاد و نهمین دوره جوایز اسکار